# Cory Chase
Cory Chase (anglès: Audrey Wirtzberger)  (Trenton, 25 de febrer de 1981) és una actriu pornogràfica nord-americana.

## Biografia
Cory va néixer i es crià a l'estat de Nova Jersey. Després d'acabar l'institut, va servir a la Guàrdia Nacional dels Estats Units durant 8 anys, arribant al rang de sergent. Va estudiar per ser paramèdica, professió que també va exercir a més d'altres treballs menors com el de cambrera o recepcionista.
Va començar realitzant vídeos casolans amb el seu marit, que posteriorment va pujar a portals web de la indústria, amb els quals va aconseguir cert reconeixement. Després d'elaborar el seu propi contingut, va decidir llançar-se a la indústria pornogràfica, debutant com a actriu el 2009, als 28 anys d'edat, en la pel·lícula Hottest Moms In Town.
Com a actriu, ha gravat pel·lícules per a productores com Pure Mature, Evil Angel, Blacked, Girlsway, Brazzers, Digital Sense, Reality Kings, Naughty America, Forbidden Fruits Films, Pure Taboo, Bangbros, Pure Play Media, Girlfriends Films o Mofos, entre d'altres.
Encara que en els seus primers treballs tenia menys de 30 anys, la majoria de la seva carrera professional la va desenvolupar estant en la trentena, sent catalogada, igual que d'altres actrius, pel seu físic, edat i atributs, com una actriu MILF.
Ha aparegut en més de 340 pel·lícules com a actriu.
Algunes pel·lícules seves són Anal Craving MILFs 4, Broken Vows, Hottest Moms In Town, Make Her Submit, My Friend's Hot Mom 51, Naughty Anal MILFS 2, Pervs On Patrol 2, RK Prime 6' o Twisted Family Secrets.

## Premis i nominacions
| Any  | Cerimònia  | Resultat   | Premi                         | Treball        |
| ---- | ---------- | ---------- | ----------------------------- | -------------- |
| 2019 | Premis AVN | Guanyadora | Premi fan: Clip Star favorita |                |
| 2020 | Premis AVN | Nominada   | Aparició mainstream de l'any  | Sèrie Billions |
| 2020 | Premis AVN | Guanyadora | Premi fan: Clip Star favorita |                |
| 2021 | Premis AVN | Guanyadora | Premi fan: Clip Star favorita |                |